# Бірилюський район
Бірилюський район (рос. Бирилюсский район) — адміністративна одиниця та муніципальне утворення в центрально-західній частині Красноярського краю. Адміністративний центр — смт Новобірилюси.

## Географія
Суміжні території:
- Північ: Єнісейський район
- Північний схід: Піровський район
- Схід: Великомуртинський та Ємельяновський райони Красноярського краю
- Південь: Козульський та Великоулуйський райони Красноярського краю
- Захід: Тюхтетський район

Площа території - 11800 км².